# Parole imparentate
In linguistica, le parole imparentate o affini (in inglese cognates o cognate words, in spagnolo palabras cognadas, in francese mots apparentés) sono parole che hanno la stessa origine etimologica, ovvero che possiedono propriamente un etimo comune, il quale da una parte forma la morfologia radicale e basica della parola più primitiva del gruppo, dall'altra parte mantiene semanticamente un'idea originaria e omogenea al gruppo delle parole imparentate. Questi lemmi fanno quindi parte della medesima famiglia etimologica.
Per un esempio globale nelle lingue indoeuropee, le parole romanze notte in italiano, nuit in francese e noche in spagnolo sono imparentate dal latino noctem (nominativo nox), che, come le sue discendenti, è a sua volta imparentato attraverso il protoindoeuropeo *nókʷts, con, tra molti, l'inglese night, il russo ночь (nočʹ), il sanscrito नक् (nác), l'albanese natë e il greco νυξ (nyx).

## Terminologia:singenicoecognato
Il termine "singenico" condivide lo stesso campo semantico di "cognato". L'uno deriva dal greco synghenḗs (συγγενής, -ες) "nato insieme", composto da sýn- (συν) e ghénos (γένος) "nascita", mentre il secondo, dal latino cognātus "nato insieme, consanguineo", composto da co(n) + (g)nātus, participio passato del verbo nāscī "nascere" . Letteralmente significano entrambi «legati dal sangue, aventi un antenato comune, o legati da una natura, un carattere, o una funzione analoghi» .
I vocaboli "singenico" o "cognato" non sono normalmente usati in riferimento ai prestiti. Per fare un esempio, la linguistica non direbbe mai che la parola italiana sushi è singenica al giapponese sushi, in quanto la parola è stata prelevata dal giapponese.